# Ojaman ga Yamada-kun
Ojamanga Yamada-kun (おじゃまんが山田くん?) es una serie de manga por Hisaichi Ishii.

## Anime

### TV series
Una serie de anime de 103 episodios para la TV fue producido por Fuji TV network y estuvo en el aire desde el 28 de septiembre de 1980 hasta el 10 de octubre de 1982, la serie salía las noches de domingo de 7:00 a 7:30.

#### Personal
- Director: Hiromitsu Furukawa
- Planeación: Hiro Akieda
- Productor: Tadami Watanabe
- Director en jefe: Hiroyoshi Mitsunobu
- Director de Animación: Hiroshi Kanazawa
- Guion: Hiroshi Kaneko, Tamiko Baba, Tomoko Kanahara
- Creador Original: Hisaichi Ishii
- Director de Arte: Mariko Kadono

#### Audiciones
- Yoshio Yamada: Columbia Top
- Yoshida: Yasushi Suzuki
- Noboru: Kenbō Kaminarimon
- Ine: Reiko Susuki
- Minoru: Yūko Maruyama
- Yoneo: Mitsuo Senda
- Yoneko: Emiko Yokoyama
- Shigeru: Junji Nishino
- Sanae: Akie Yasuda
- Fukuda: Yō Yoshimura

### Película
Una película producida por Nihon Herald Pictures fue lanzada en las salas de Herald Enterprise el 14 de marzo de 1981.

#### Personal
- Director: Hiromitsu Furukawa
- Planeación: Hiro Akieda
- Productor: Tadami Watanabe
- Productor Ejecutivo: Kōichi Sasaki
- Director en Jefe: Hiroyoshi Mitsunobu
- Director de Animación: Hiroshi Kanazawa
- Guion: Hiroshi Kaneko, Tamiko Baba, Tomoko Kanahara
- Creador Original: Hisaichi Ishii
- Director de Arte: Mariko Kadono

#### Audición
- Yoshio Yamada: Columbia Top
- Yoshida: Yasushi Suzuki
- Noboru: Kenbō Kaminarimon
- Ine: Reiko Susuki
- Minoru: Yūko Maruyama
- Yoneo: Mitsuo Senda
- Yoneko: Emiko Yokoyama

Sources: